# Nicolás I de Montenegro
Nicolás I Mirkov Petrović-Njegoš (alfabeto cirílico serbio: Никола I Мирков Петровић-Његош; Njeguši, 25 de septiembrejul./ 7 de octubre de 1841greg.-Antibes, 1 de marzo de 1921) fue el único rey de Montenegro, reinando primero como príncipe desde 1860 hasta 1910 y ya luego como rey, desde 1910 hasta 1918.  Fue también un poeta: Onamo, 'namo, un himno popular de Montenegro, es una de sus obras más notables.

## Primeros años

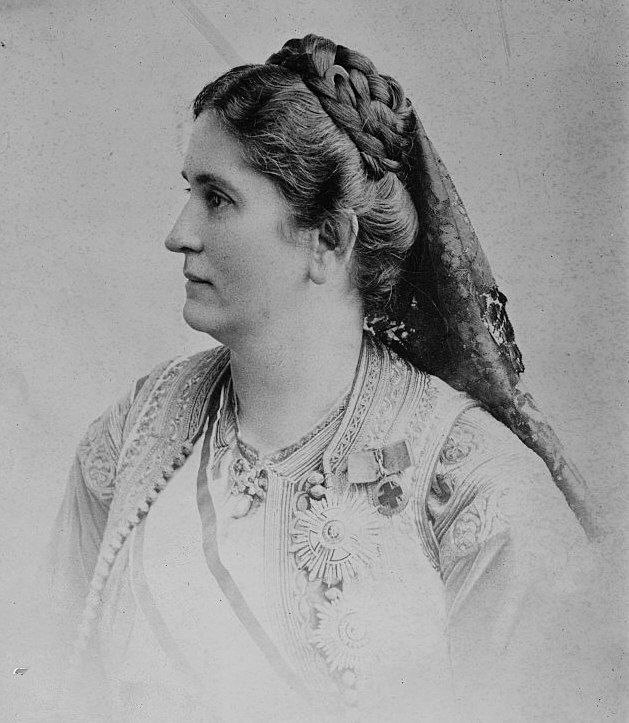
Reina consorte Milena de Montenegro, esposa de Nicolás. Ambos tuvieron doce hijos.

Nicolás nació en Njeguši, antiguo hogar  de la casa de Petrović-Njegoš. La población montenegrina estaba tradicionalmente encuadrada en un sistema de clanes, grupos familiares emparentados por línea paterna, y tribus, que agrupaban a un número variable de clanes próximos. Nicolás pertenecía al clan Petrović ('hijo de Petr') incluido en el clan Njeguši, llamado así por el lugar donde celebraban sus asambleas o zbori. Su padre, Mirko Petrović-Njegoš (Gran Duque de Grahovo), un guerrero famoso montenegrino, era el hermano mayor del vladika Danilo I, príncipe de Montenegro, que no dejó ningún descendiente masculino.
Desde 1696, cuando el título de vladika, o príncipe-obispo, se convirtió en hereditario en la familia Petrović, el trono descendió de tío a sobrino debido a que los vladikas pertenecían a la orden de los clérigos negros a quienes se les prohibía casarse. Esto cambió cuando el príncipe Danilo I (que fue primero príncipe-obispo como Danilo II de Montenegro), renunció al oficio episcopal, se casó y declaró que se heredaría el título por línea directa masculina. Mirko Petrović-Njegoš renunció a sus derechos al trono, de manera que su hijo fue nombrado heredero, y el viejo sistema sucesorio se mantuvo sin incidentes. 
El príncipe Nicolás, que había sido educado desde la infancia en ejercicios marciales y atléticos, pasó una parte de su temprana infancia en Trieste en la casa de la familia Kustic, a la que pertenecía su tía, la princesa Darinka, la esposa de Danilo II. La princesa era una ardiente francófila y, a sugerencia suya, el joven heredero de los vladikas fue enviado al Lycée Louis-le-Grand de París. Pero a diferencia de su contemporáneo, el rey Milan I de Serbia, el príncipe Nicolás estuvo poco influenciado en sus gustos y hábitos por su educación parisina. El joven montañés, cuyo agudo patriotismo, capacidad de liderazgo y talentos poéticos se mostraron muy temprano, no mostró inclinación por los placeres de la capital francesa durante mucho tiempo, y siempre estaba ansioso por regresar a su tierra natal.
Nicolás fue miembro del movimiento paneslavista "Juventud Serbia Unida" (Уједињена омладина српска) durante su existencia (1866-1871). Después de que la organización fuera prohibida en el principado de Serbia y Austria-Hungría, la "Asociación para la Liberación y Unificación de Serbia" (Дружина за ослобоgiење и уједињење српско) fue establecida por Nicolás, Marko Popović, Simo Popović, Mašo Vrbica, Vasa Pelagić y más, en Cetiña (1871).

## Príncipe de Montenegro

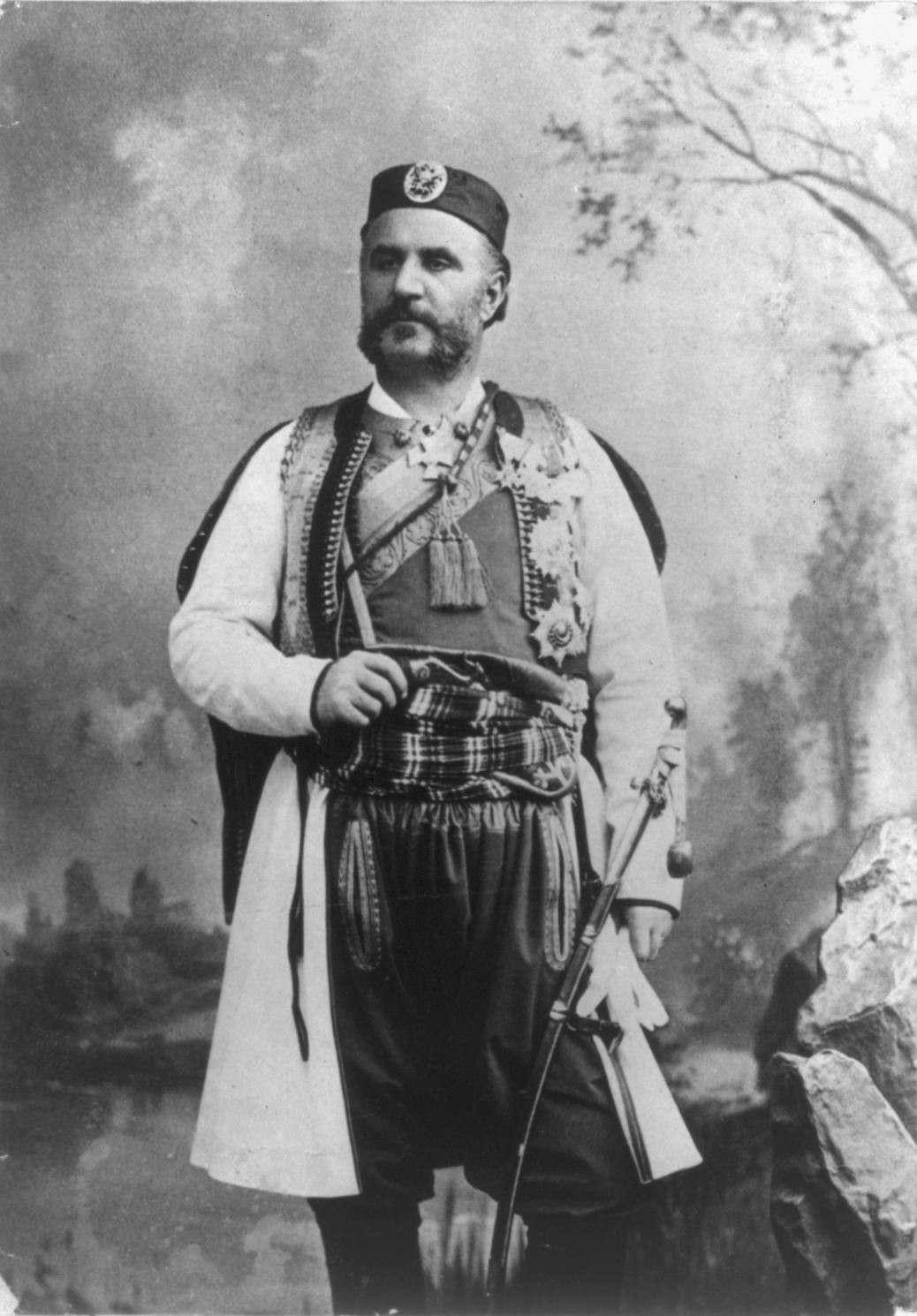
El príncipe Nicolás en 1909

Mientras todavía estaba en París, en 1860 asesinan a su tío Danilo I y debe sucederlo como príncipe. Al ser Mirko Petrović padre del príncipe Nicolás y habiendo declinado su derecho al trono, su hijo, el príncipe Nicolás, fue nombrado heredero, lo que provocó la accidental supervivencia del viejo sistema de sucesión tío-sobrino. En noviembre de 1860 se casó con Milena, hija de un vaivoda llamado Petar Vukotić.
En el período de paz que siguió, Nicolás llevó a cabo una serie de reformas militares, administrativas y educativas. El país se vio envuelto en una serie de guerras con el Imperio Otomano entre 1862 y 1878. En 1867 conoció al emperador Napoleón III en París, y en 1868 emprendió un viaje a Rusia, donde recibió una afectuosa bienvenida del zar Alejandro II de Rusia. Posteriormente visitó las cortes de Berlín y Viena. Sus esfuerzos por conseguir las simpatías de la familia imperial rusa se tradujeron en resultados importantes para Montenegro. El zar y la zarina otorgaron subsidios considerables para fines educativos y de otro tipo, y se enviaron suministros de armas y municiones a Cetiña. En 1871, el príncipe Dolgorukov llegó a Montenegro en una misión especial del zar y distribuyó grandes sumas de dinero entre la gente. En 1869, el príncipe Nicolás, cuya autoridad ahora estaba firmemente establecida, logró evitar que los impetuosos montenegrinos ayudaran a los krivosianos en su revuelta contra el gobierno austríaco. Del mismo modo, en 1897 comprobó la emoción marcial causada por el estallido de la guerra greco-turca de 1897.
En 1876 Nicolás aprovechó el levantamiento de Bosnia-Herzegovina contra el Imperio Otomano para reclamar a su vez la independencia de Montenegro. Su reputación militar se vio reforzada por esta campaña y más aún por su apoyo a Rusia en la guerra ruso-turca de 1877/78, durante la cual conquistó Nikšić, Bar y Ulcinj. Montenegro finalmente obtuvo su independencia durante el Tratado de San Stefano el 3 de marzo de 1878, así como el acceso al mar Adriático durante el Congreso de Berlín el 14 de julio. Nicolás justificó la guerra como una venganza por la batalla de Kosovo (1389). En 1876 envió un mensaje a los montenegrinos en Herzegovina:
Bajo Murad I, el zarato serbio fue destruido, bajo Murad V tiene que levantarse nuevamente. Este es mi deseo y el deseo de todos nosotros, así como el deseo de Dios todopoderoso.
En las décadas siguientes el país gozó de una considerable prosperidad y estabilidad. La educación, las comunicaciones y el ejército se expandieron enormemente (este último con el apoyo de la Rusia zarista). En 1883 el príncipe Nicolás visitó al sultán, con quien posteriormente mantuvo unas relaciones más cordiales; en 1896 celebró el bicentenario de la dinastía Petrović, y en el mismo año asistió a la coronación del zar Nicolás II. En mayo de 1898 visitó a la reina Victoria en el castillo de Windsor.

## Rey de Montenegro

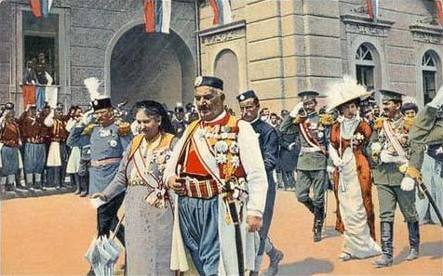
Proclamación del Reino de Montenegro en Cetiña en agosto de 1910.

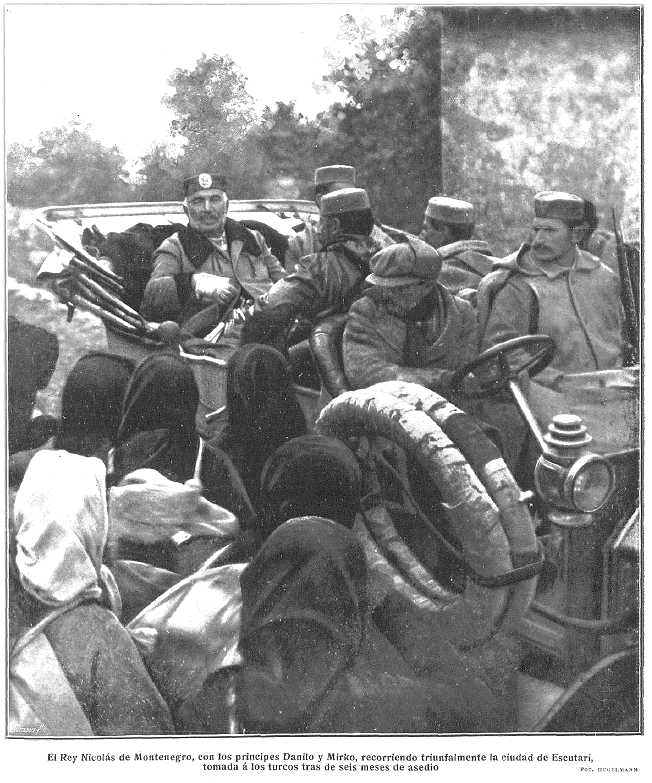
Nicolás I entra triunfante en Shkodër el 30 de abril de 1913, tras el sitio

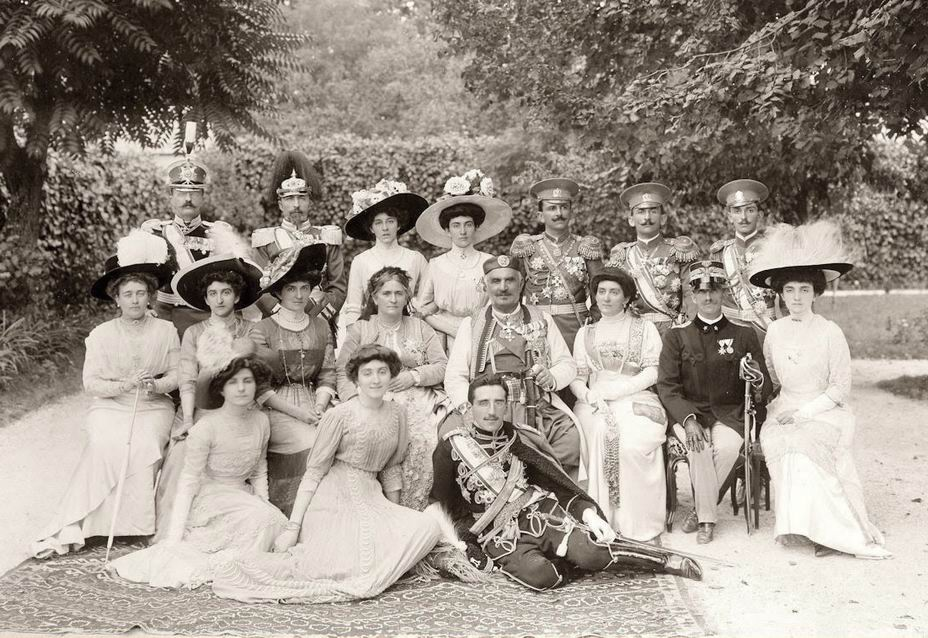
El rey Nicolás I con su familia en 1910

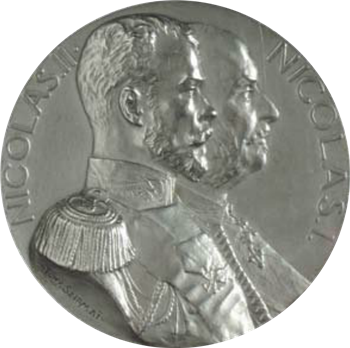
Moneda conmemorativa de la visita del rey Nicolás I al zar Nicolás II, 1912.

En 1900, Nicolás tomó la categoría de Alteza Real.
Según Bolati, la corte montenegrina no se afligió mucho por el asesinato de Alejandro I de Serbia, pues se lo veía como a un enemigo de Montenegro y un obstáculo para la unificación de las tierras serbias. "Aunque no se dijo abiertamente, se pensó que la dinastía Petrović lograría [la unificación]. Todos los procedimientos del rey Nicolás demuestran que él mismo pensaba eso". 
Nicolás I dio a Montenegro su primera constitución en 1905, después de estar presionado por la población, ansiosa por más libertad. También introdujo códigos de derecho penal y libertad de prensa al estilo de Europa occidental. En 1906, introdujo la nueva moneda montenegrina, el perper. El 28 de agosto de 1910, durante la celebración de su jubileo, asumió el título de rey, de acuerdo con una petición de la Skupština. Al mismo tiempo, fue nombrado mariscal de campo del ejército ruso, un honor que nunca antes se había conferido a ningún extranjero, excepto al duque de Wellington. Cuando estallaron las Guerras de los Balcanes en 1912, el rey Nicolás fue uno de los aliados más entusiastas, pretendiendo arrojar a los otomanos de Europa de forma definitiva. Desafió a los Poderes y conquistó Shkodër a pesar de que bloquearon toda la costa de Montenegro. El Tradado de Londres con el que se puso fin a esta guerra, volvió a ampliar los límites de Montenegro. De nuevo en la Gran Guerra que comenzó en 1914, se unió a la triple Entente y fue el primero en ayudar a Serbia a repeler a las fuerzas austriacas de la península de los Balcanes.
El 29 de diciembre de 1915, Montenegro capitula, después de la derrota de Serbia, y fue ocupado por Austria-Hungría. Entonces el monarca huyó con su familia a Italia y luego a Francia. El gobierno transfirió sus operaciones a Burdeos. Pero las fuerzas montenegrinas continuaron luchando como parte del ejército francés del este y el rey visitó el frente.
Después del final de la Primera Guerra Mundial, una reunión en Podgorica votó para destituir a Nicolás I y anexar Montenegro a Serbia. Unos meses más tarde, Serbia (incluida Montenegro) se fusionó con los antiguos territorios eslavos del sur de Austria-Hungría para formar el Reino de los Serbios, Croatas y Eslovenos, que pasó a llamarse Yugoslavia en 1929. Nicolás se exilió en Francia en 1918, pero continuó reclamando el trono. Decepcionado por sus esperanzas y entristecido por las penas familiares, se instaló permanentemente en la Riviera francesa en la villa Les liserons en Antibes, donde murió de una hemorragia cerebral, rodeado de sus hijos, los príncipes Pedro y Danilo, sus hijas, las princesas Xenia y Vera, y su yerno, el Gran Duque Nicolás de Rusia. Fue enterrado en San Remo, en Italia, hasta que en 1989, sus restos, los de la reina Milena y dos de sus doce hijos fueron trasladados a Cetiña y enterrados allí.

## Matrimonio e hijos
En noviembre de 1860 contrajo nupcias con Milena Vukotić (1847-1923), hija del voivoda Petar Vukotić y de Jelena Voivodić. Fueron padres de doce hijos que se muestran a continuación. Cinco de sus hijas se casaron con príncipes y reyes europeos, lo que le dio a Nicolás el sobrenombre de "el suegro de Europa", un sobrenombre que compartió con el rey Cristián IX de Dinamarca.
| Imagen | Nombre           | Duración de Vida                             | Consorte                                                                              | Descendencia |
| ------ | ---------------- | -------------------------------------------- | ------------------------------------------------------------------------------------- | --- |
|        | Zorka            | 23 de diciembre de 1864 28 de marzo de 1890  | Pedro I, rey de los Serbios, Croatas y Eslovenos                                      | - Princesa Elena de Serbia - Princesa Milena de Serbia - Jorge, príncipe heredero de Serbia - Alejandro I, rey de Yugoslavia - Príncipe Andrés de Serbia            |
|        | Milica           | 26 de julio de 1866 5 de septiembre de 1951  | Gran Duque Pedro Nikoláyevich de Rusia                                                | - Princesa Marina Petrovna de Rusia - Príncipe Román Petróvich de Rusia - Princesa Nadejda Petrovna de Rusia - Princesa Sofía Petrovna de Rusia                     |
|        | Anastasia        | 4 de enero de 1868 15 de noviembre de 1935   | Jorge Maximilianovich, duque de Leuchtenberg Gran Duque Nicolás Nikoláyevich de Rusia | De su primer matrimonio: - Sergio Gueórguievich, duque de Leuchtenberg - Princesa Elena Gueórguievna de Leuchtenberg De su segundo matrimonio no tuvo descendencia. |
|        | María            | 29 de marzo de 1869 7 de mayo de 1885        | No se casó                                                                            | No tuvo descendencia |
|        | Danilo Alejandro | 29 de junio de 1871 24 de septiembre de 1939 | Duquesa Jutta de Mecklemburgo-Strelitz                                                | No tuvo descendencia |
|        | Elena            | 8 de enero de 1873 28 de noviembre de 1952   | Víctor Manuel III, rey de Italia                                                      | - Princesa Yolanda de Italia - Princesa Mafalda de Italia - Humberto II, rey de Italia - Princesa Juana de Italia - Princesa María de Italia                        |
|        | Ana              | 18 de agosto de 1874 22 de abril de 1971     | Príncipe Francisco José de Battenberg                                                 | No tuvieron descendencia |
|        | Sofía            | 2 de mayo de 1876 14 de junio de 1876        | No se casó                                                                            | No tuvo descendencia |
|        | Mirko Demetrio   | 17 de abril de 1879 2 de marzo de 1918       | Natalia Konstantinović                                                                | - Príncipe Esteban de Montenegro - Príncipe Estanislao de Montenegro - Príncipe Miguel de Montenegro - Príncipe Pablo de Montenegro - Príncipe Manuel de Montenegro |
|        | Xenia            | 22 de abril de 1881 10 de marzo de 1960      | No se casó                                                                            | No tuvo descendencia |
|        | Vera             | 22 de febrero de 1887 31 de octubre de 1927  | No se casó                                                                            | No tuvo descendencia |
|        | Pedro            | 10 de octubre de 1889 7 de mayo de 1932      | Violet Emily Wegner                                                                   | No tuvo descendencia |

## Títulos y tratamientos
Esta tabla aún no está actualizada. Puedes contribuir aportando información sobre títulos y tratamientos de esta persona.

## Distinciones honoríficas montenegrinas
- Soberano Gran Maestre de la Orden de San Pedro de Cetiña.
- Soberano Gran Maestre de la Orden del Príncipe Danilo I.
- Soberano Gran Maestre de la Orden de Petrović-Njegoš.

### Galería

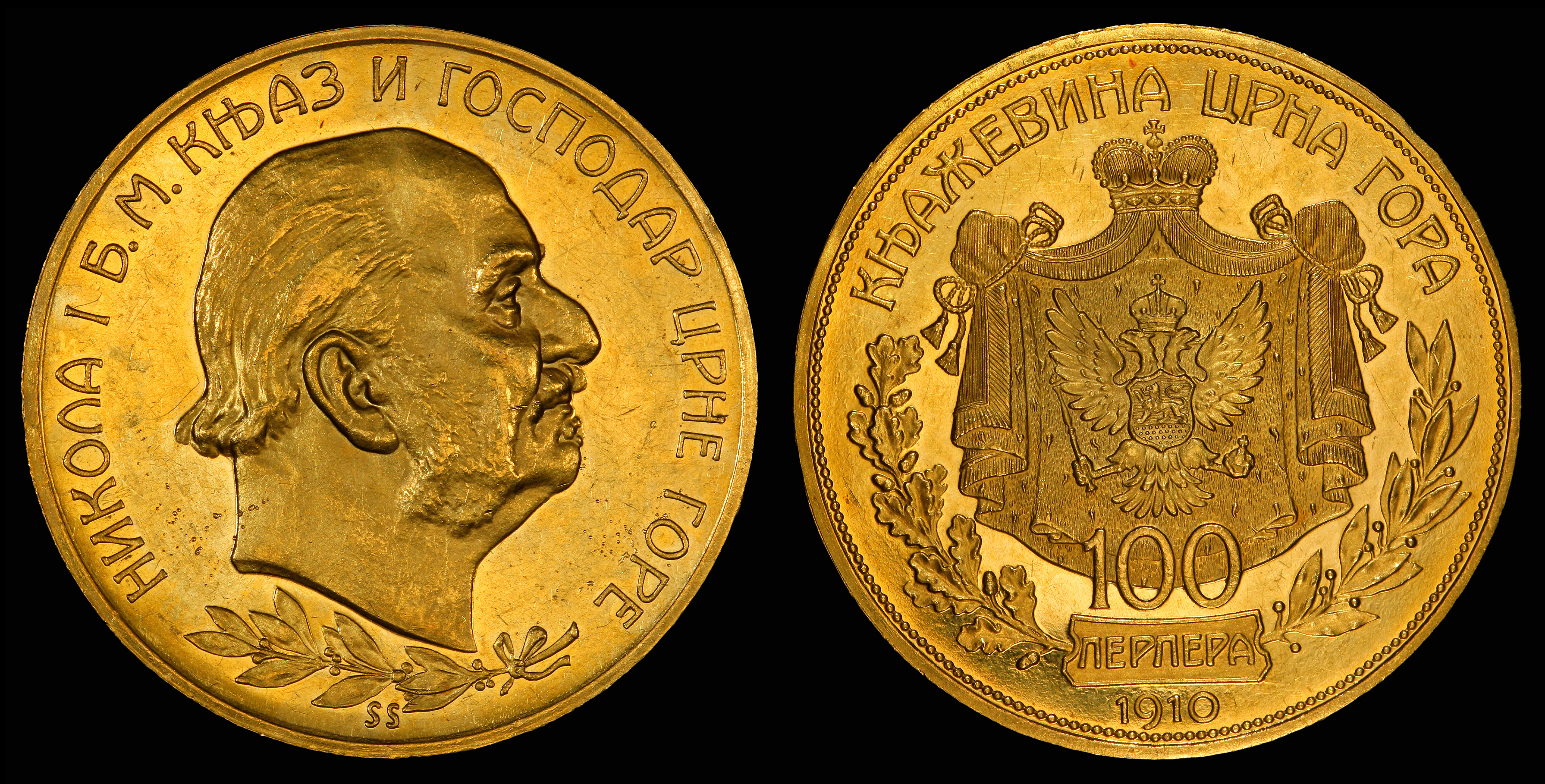
Nicolás I representado en una moneda de oro de 100 perper de 1910, año en que comenzó a usar el título de rey.
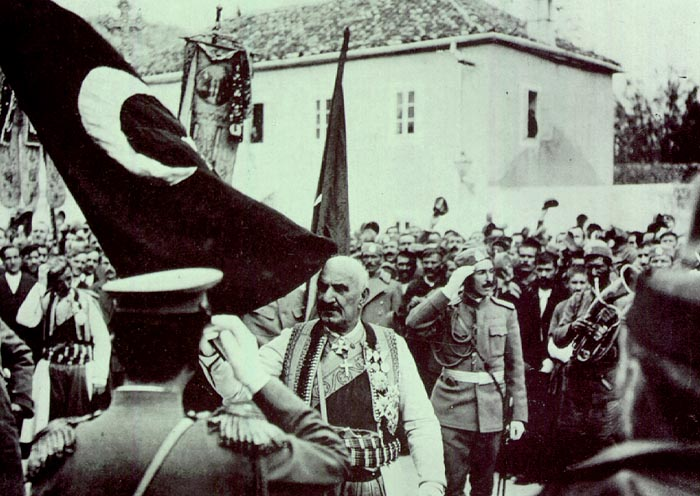
Rendición de Shkodra al rey Nicolás I de Montenegro, en 1913, después del sitio.
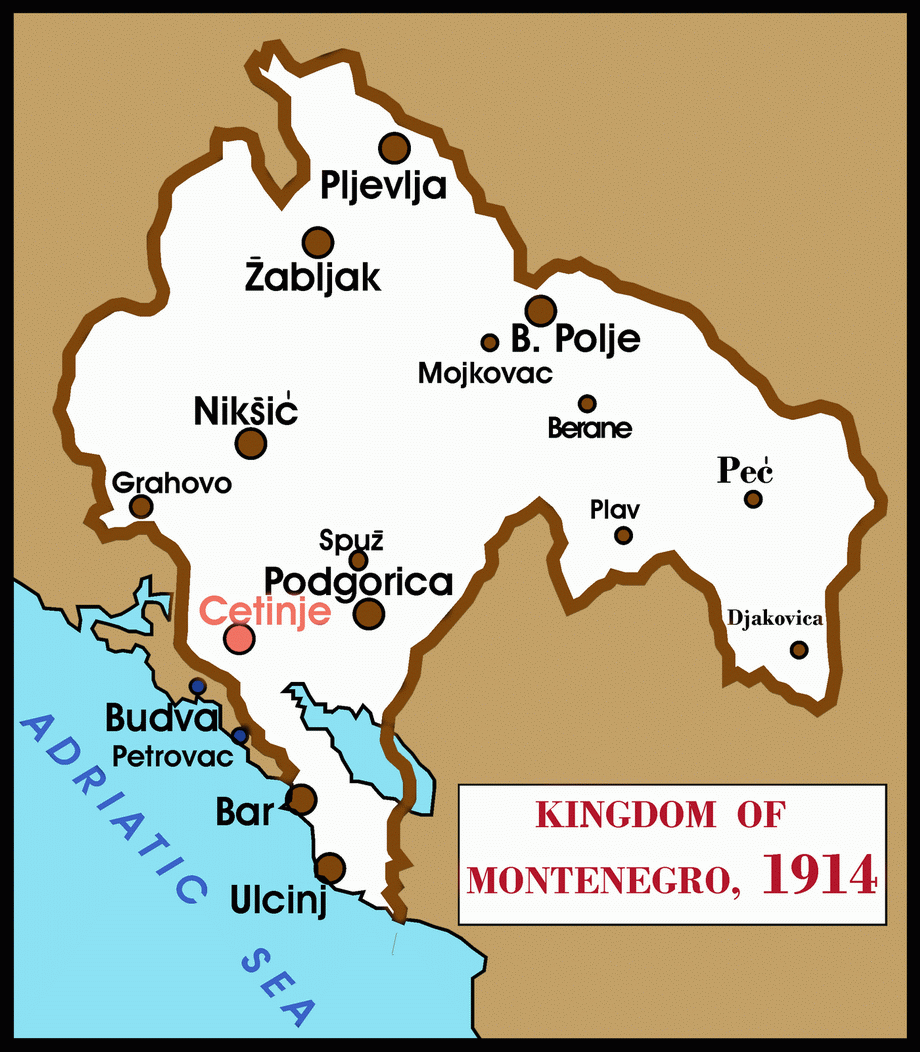
Reino de Montenegro en 1914, después de la guerra de los Balcanes.
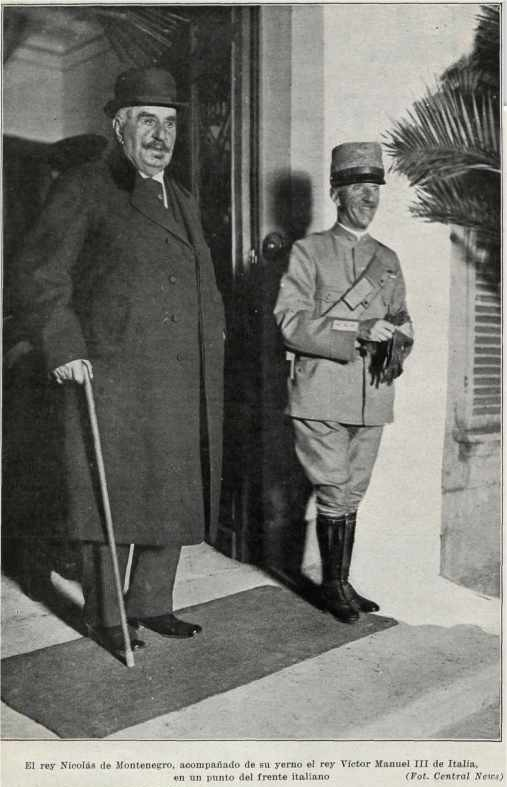
El rey Nicolás I y el rey Víctor Manuel III de Italia, en 1914.
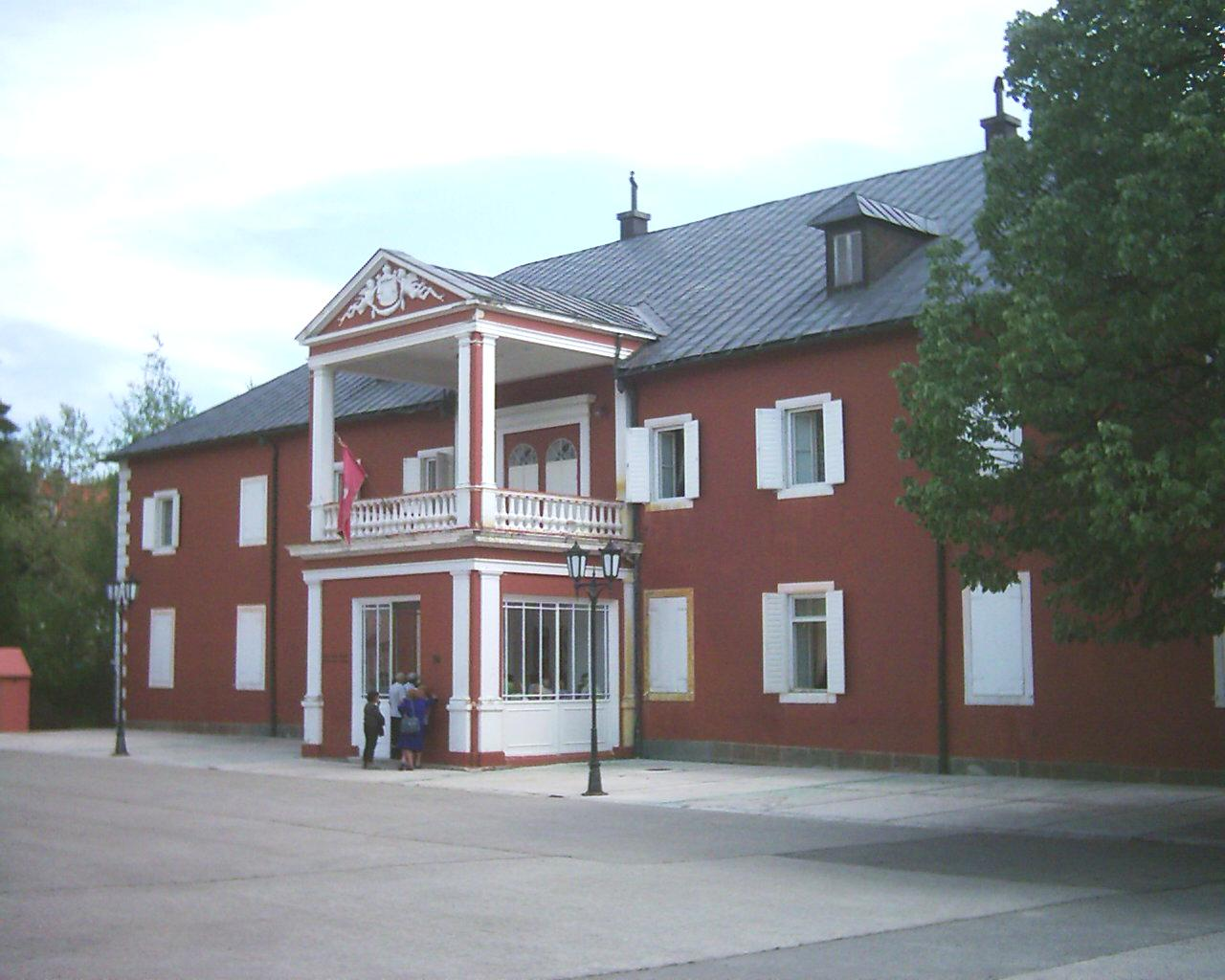
Palacio Real del rey Nicolás en Cetiña.
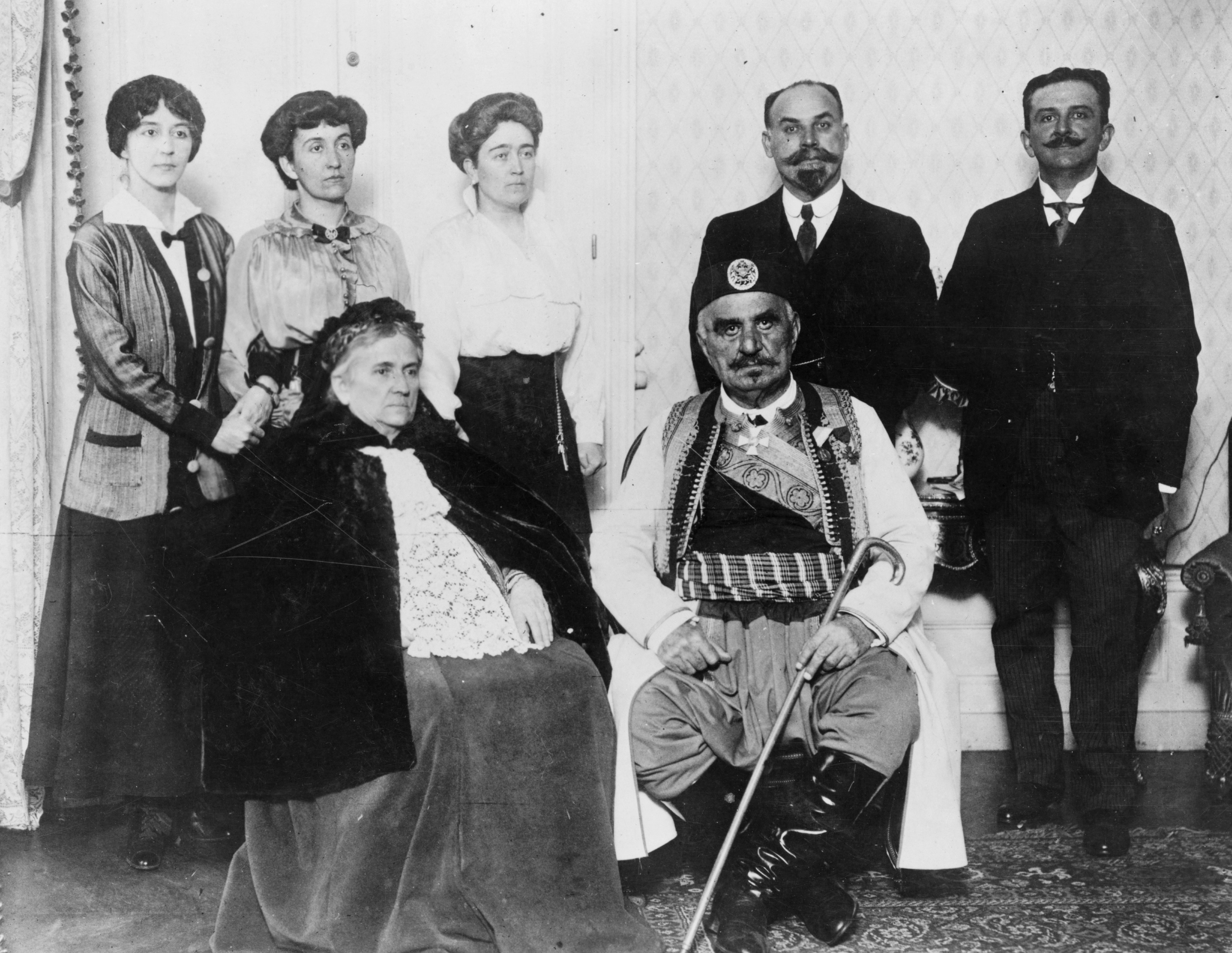
El rey Nicolás I de Montenegro con su familia en el exilio en Lyon, 1916.
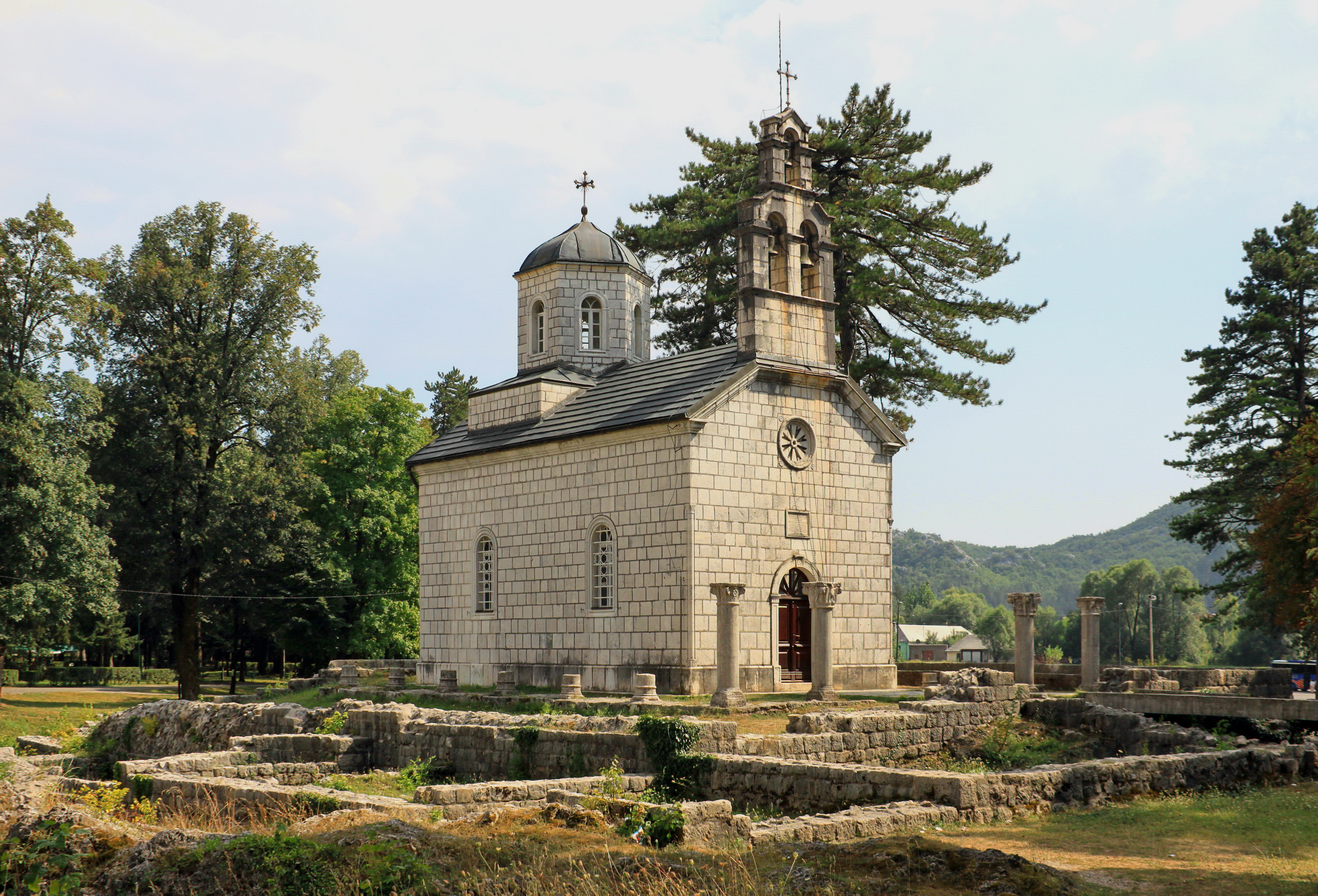
La iglesia de Ćipur donde está enterrado.